# Serbien og Montenegro
 "Føderale Republik Jugoslavien" omdirigeres hertil. For andre betydninger af Føderale Republik Jugoslavien, se Socialistiske Føderale Republik Jugoslavien.
Den Føderale Republik Jugoslavien (Fra 2003 også kendt som Serbien og Montenegro) (Србија и Црна Гора / Srbija i Crna Gora) var ind til 3. juni 2006 et land i den sydøstlige del af Europa på Balkan-halvøen. Forbundsstaten Serbien og Montenegro bestod af delrepublikkerne Serbien og Montenegro samt de autonome provinser Vojvodina og Kosovo og Metohija, og landet grænsede til Ungarn, Kroatien samt Bosnien-Hercegovina mod vest, Rumænien og Bulgarien mod øst og mod Albanien og Makedonien mod syd.
Parlamentet, som havde 126 medlemmer, en fælles præsident og ministerpræsident, havde sæde i hovedstaden Beograd, og i Podgorica (tidligere Titograd) lå forfatningsretten.
Serbien og Montenegro indgik en ny aftale i 2002, hvor blandt andet det gamle navn Jugoslavien bortfaldt ved en parlamentsbeslutning den 4. februar 2003, og Forbundsstaten Serbien og Montenegro blev dannet.
Serbien og Montenegro var arvtager af det tidligere Jugoslavien, og ifølge grundloven af den 4. februar 2003 kunne hver delrepublik tidligst ansøge om selvstændighed i 2006.
Da Serbien og Montenegro blev grundlagt i 1992 som rest-Jugoslavien, ønskede de Forenede Nationer og nogle enkelte stater (især USA) ikke at anerkende landet som arvtager til det tidligere Jugoslavien, men efter en årrække med isolation blev landet modtaget som medlem i FN i 2000. 
I september 2004 blev gamle socialistiske symboler erstattet i et nyt flag.
Hver delstat havde sin egen økonomiske politik og valuta. I Serbien var møntfoden dinar (CSD) og i Montenegro euro. Serbien og Montenegro hørte til de fattigste lande i Europa. Nettoindkomsten var 2002 pr. indb. ca. 149 euro om måneden.

## Landet deles
Den 21. maj 2006 afholdt Montenegro folkeafstemning om uafhængighed fra Serbien. Mandag den 22. maj samme år erklærede valgkommissionen, der var godkendt af både EU og NATO, ja-siden for vinder med 55,4 procent af stemmerne.
Dermed opfyldte afstemningen EU's krav om, at der minimum skulle være 55 procent af de afgivne stemmer, før Montenegro som en selvstændig stat kunne blive en realitet.
3. juni 2006 erklærede Montenegro sin uafhængighed, efter at landets parlament formelt havde anerkendt resultatet af folkeafstemningen den 21. maj. Dagen derpå, 4. juni, erklærede Serbien så sin uafhængighed. Serbien overtog forbundsrepublikkens sæde i FN. Montenegro blev efterfølgende medlem af FN den 28. juni 2006 som selvstændig stat.